# Франц Лефорт
Франц Якович Лефорт, також відомий як Франсуа ле Форт і Франц Якоб Лефорт (фр. François Le Fort, нім. Franz Jakob Lefort; 23 грудня 1655 Женева — 2 березня 1699 Москва) — московський військовий і державний діяч Женевського походження. Кальвініст за віросповіданням. Фаворит царя Московії Петра I. Був одним з провідних організаторів і головних командувачів нової реформованої армії Петра I. У 1693 році став генералом, а у 1695 році — адміралом.

## Біографія

#### Походження
Народився у 1655 році в родині женевського купця Жака Лефорта (1618 — 1674). Багато істориків називають Лефорта швейцарцем, але це не є правильним: Женева хоч і мала союзницькі договори зі швейцарськими головними містами, але до складу Швейцарської Конфедерації увійшла у 1815 році.
До 14 років Франц Лефорт навчався в Женевському колегіумі, а потім виїхав до Марселя, щоб вивчати торгову справу. Проте торгова справа йому не подобалася, він мріяв створити військову кар`єру, товаришувати з відомими й впливовими людьми та подорожувати світом.

#### Початок кар`єри
У 1674 році Лефорт, ігноруючи волю батьків, поїхав до Голландії й почав кар`єру військового у свиті курляндського герцога Фрідріха-Казимира. Через певний час, за порадою голландського полковника ван Фростена, Лефорт вирішив поступити на військову службу до московського війська. Приїхавши до Москви Лефорт отримав чин капітана й оселився в Німецькій Слободі. Лефорт вирішив залишитися в Московії назавжди, він вивчив місцеву мову й одружився з дочкою підполковника Суге Єлизаветою.
Більшість свого часу Лефорт працював секретарем данського дипломата. В кінці 1678 року він був призначеним командиром роти київського гарнізоні. У Києві Лефорт служив два роки, брав участь у військових кампаніях козаків і московитів проти татар. У 1681 році Лефорт отримує відпустку і повертається до Женеви, але через певний час знову повертається до Москви.
По приїзду до Москви, Лефорт дізнався про смерть Федора Олексійовича, і про закріплення на троні царівни Софії. Під час цих подій Лефорт був під опікою  Василя Голіцина, який був фаворитом царівни. У 1683 році Лефорта двічі підвищили: спочатку він отримав звання майора, а потім підполковника.
Лефорт брав участь у двох Кримських походах: 1687 року і 1689 року. Після першого походу отримав звання полковника і нагороди.
У 1689 році розпочинається боротьба за трон між Петром I і царівною Софією. Франц Лефорт в цій боротьбі підтримує Петра І, і 4 вересня 1689 року разом зі своїм родичем генералом Патріком Гордоном приходить до розташування нового царя.

#### Відносини з Петром І
У 1680-х роках Франц Лефорт дуже зблизився з московським царевичем Петром. Багато дослідників петровської епохи вважають, що Лефорт був коханцем Петра І. Саме Франц Лефорт познайомив Петра І з Олександром Меншиковим, який з часом зайняв його положення. Відносини Петра і Лефорта зустріли протест з боку патріарха Іоакіма, який виступав проти цих стосунків, стверджуючи, що «московський царевич не може водити дружбу з безбожним єретиком іноземцем». Після смерті патріарха в 1690 році Петро І став все більше навідувати Німецьку Слободу і Лефорта. Саме Лефорт був винуватцем поганих звичок Петра І, таких як: паління, вживання алкоголю, влаштовування гучних гулянок.

Франц Лефорт досить часто отримував від царя багато подарунків. В 1690 році, зі свята народження царевича Олексія Петровича він отримав звання генерал — майора і посаду командира 1-го Московського виборного полку. Петро І виділяв з казни значні суми на розбудову маєтку Лефорта. Земляк Лефорта капітан Сенеб`є про їх відносини писав так: 
«При дворе только и говорят о его величестве и о Лефорте. Они неразлучны… Пока Москва остается Москвой, не было в ней иностранца, который пользовался бы таким могуществом. Он приобрёл бы большое состояние, если бы не был так великодушен. Верно, конечно, что благодаря этому качеству он достиг такой высокой ступени. Его величество делает ему значительные подарки».

#### Останні роки життя
Лефорт брав участь в усіх заходах Петра I. Командував підрозділами «потішних полків» і  29 червня 1693 року під час їх показових битв він отримав звання генерала. Лефорт супроводжував Петра I в усіх його подорожах та офіційних поїздках. Під час першого штурму Азова в серпні 1695 року командував корпусом. Після цього, у тому ж 1695 році Петро I призначив Лефорта адміралом. Він командував флотом під час другого Азовського походу 1696 року. В цей час Лефорт вже хворів на сепсис через нагноєння рани, яку отримав у падінні з коня під час відступу з першого Азовського походу. Стан його здоров`я швидко погіршувався. У вересні 1696 року Лефорт повернувся до Москви на санях, щоб не мучитися через тряску карети.
Після взяття Азова Лефорт отримав титул Новгородського намісника, вотчини в Епіфанському і Рязанському уїздах, золоту медаль і соболину шубу. Відійшовши від хвороби, Лефорт влаштовував гуляння, які тягнулися одне за одним від 1696 року. На одному такому гулянні Петро I познайомився з Анною Монс.

#### Смерть
Після повернення Великого посольства до Московії, Лефорт почав відмічати зведення свого нового маєтку за гроші Петра I. 12 лютого 1699 року Лефорт гучно відмітив свій переїзд. На це святкування було запрошено близько трьох сотень гостей. 23 лютого Лефорт застудився і в нього почалося запалення. Протягом тижня перебуваючи у важкому стані, 2 березня 1699 року Франц Лефорт помер. Йому, як фавориту царя, були влаштовані пишні похорони.